# Fèlix Magnus
Fèlix Magnus, en llatí Felix Magnus, fou un company d'estudis i amic de Sidoni Apol·linar que va viure entre els anys 430 i 480. Membre de la família dels Filagrii, va adquirir el rang de patrici. Per les cartes de Sidoni a Fèlix es coneix la distribució provincial romana a la zona dels Alps al segle v. Sidoni li va dirigir un poema i cinc cartes, que es conserven.